# Primera División 2016-2017 (hockey su pista)
La Primera Division 2016-2017 è stata la 48ª edizione del torneo di secondo livello del campionato spagnolo di hockey su pista. Esso è stato organizzato dalla Federazione di pattinaggio della Spagna. La competizione è iniziata il 1º ottobre 2016 e si è conclusa il 20 maggio 2017.

## Squadre partecipanti
| Club           | Stagione | Città                   | Impianto                                     | Stagione precedente             |
| -------------- | -------- | ----------------------- | -------------------------------------------- | ------------------------------- |
| Arenys de Munt | dettagli | Arenys de Munt          | Polideportivo Municipal de Arenys de Munt    | 8° in Primera Division          |
| Asturhockey    | dettagli | Grado                   | Polideportiu Municipal de Grado              | 1° in Liga National Norte       |
| Barcellona (B) | dettagli | Barcellona              | Palau Blaugrana                              | 1° in Primera Division          |
| Calafell       | dettagli | Calafell                | Pavelló Joan Ortoll                          | 16° in OK Liga                  |
| GEIEG Girona   | dettagli | Girona                  | Complex Esportiu Sant Narcís                 | 1° in Primera National Catalana |
| Lleida         | dettagli | Lleida                  | Pavelló 11 de Setembre                       | 2° in Primera National Catalana |
| Maçanet        | dettagli | Maçanet de la Selva     | Pavelló Municipal de Maçanet                 | 15° in OK Liga                  |
| Mataró         | dettagli | Mataró                  | Pavelló Municipal de Cirera Jaume Parera     | 10° in Primera Division         |
| Palafrugell    | dettagli | Palafrugell             | Pavelló municipal de patinatge               | 9° in Primera Division          |
| Raspeig        | dettagli | San Vicente del Raspeig |                                              | 1° in Liga National Sur         |
| Sant Cugat     | dettagli | Sant Cugat del Vallès   | Rambla del Celler - Pavelló II               | 5° in Primera Division          |
| Sant Feliu     | dettagli | Sant Feliu de Codines   | Pavelló d’Esports Municipal Francesc Cassart | 6° in Primera Division          |
| Tordera        | dettagli | Tordera                 | Pavelló Parroquial de Tordera                | 7° in Primera Division          |
| Vilanova       | dettagli | Vilanova i la Geltrú    | Pavelló de les Casernes                      | 11° in Primera Division         |

## Classifica finale
|  | Pos. | Squadra        | Pt | G  | V  | N | P  | GF  | GS  | DR   |
|  | ---- | -------------- | -- | -- | -- | - | -- | --- | --- | ---- |
|  | 1.   | Palafrugell    | 49 | 26 | 15 | 4 | 7  | 97  | 74  | +23  |
|  | 2.   | Asturhockey    | 47 | 26 | 14 | 5 | 7  | 106 | 79  | +27  |
|  | 3.   | Arenys de Munt | 46 | 26 | 14 | 4 | 8  | 94  | 71  | +23  |
|  | 4.   | Sant Cugat     | 46 | 26 | 14 | 4 | 8  | 110 | 78  | +32  |
|  | 5.   | Tordera        | 43 | 26 | 14 | 1 | 11 | 89  | 80  | +9   |
|  | 6.   | Sant Feliu     | 40 | 26 | 11 | 7 | 8  | 106 | 92  | +14  |
|  | 7.   | Lleida         | 39 | 26 | 12 | 3 | 11 | 104 | 99  | +5   |
|  | 8.   | Mataró         | 37 | 26 | 11 | 4 | 11 | 107 | 100 | +7   |
|  | 9.   | Vilanova       | 37 | 26 | 10 | 7 | 9  | 69  | 72  | -3   |
|  | 10.  | Calafell       | 36 | 26 | 10 | 6 | 10 | 88  | 82  | +6   |
|  | 11.  | Maçanet        | 36 | 26 | 10 | 6 | 10 | 87  | 100 | -13  |
|  | 12.  | Barcellona (B) | 34 | 26 | 9  | 7 | 10 | 81  | 78  | +3   |
|  | 13.  | GEIEG Girona   | 21 | 26 | 6  | 3 | 17 | 72  | 99  | -27  |
|  | 14.  | Raspeig        | 4  | 26 | 1  | 1 | 24 | 54  | 160 | -106 |

Legenda:
      Promosso in OK Liga 2017-2018.
      Retrocesso in Liga Autonòmica 2017-2018.
Note:
Tre punti a vittoria, uno per il pareggio, zero a sconfitta.

## Verdetti
| Verdetto                      | Club                                   |
| ----------------------------- | -------------------------------------- |
| Promosse in OK Liga           | Palafrugell Asturhockey Arenys de Munt |
| Retrocesse in Liga Autonòmica | Barcellona (B) GEIEG Girona Raspeig    |